# Chilacayote, Jalisco
Chilacayote är en ort i Mexiko.   Den ligger i kommunen Cuautla och delstaten Jalisco, i den sydvästra delen av landet, 600 km väster om huvudstaden Mexico City. Chilacayote ligger 2 158 meter över havet och antalet invånare är 306.
Terrängen runt Chilacayote är kuperad åt nordost, men åt sydväst är den bergig. Runt Chilacayote är det glesbefolkat, med 13 invånare per kvadratkilometer. Chilacayote är det största samhället i trakten. I omgivningarna runt Chilacayote växer i huvudsak blandskog.